# Vahram II
Pour les articles homonymes, voir Vahram et Bahram.
Vahram II ou Bahram II est un empereur sassanide ayant régné de 276 à 293. 

## Biographie

### Début de règne
Vahram II est le fils aîné et successeur de Vahram Ier. Selon le chroniqueur arabe Abu Mansur al-Tha'alibi, Vahram II se serait montré au commencement de son règne un tyran débauché et étranger aux devoirs de sa charge. Il est remis dans le droit chemin par Kartir, devenu le chef de la caste sacerdotale. En fait, Vahram II parachève l'œuvre de son père et de son oncle, ses prédécesseurs, dans l'organisation de l'Église d'État mazdéenne.

### Politique religieuse
Quelques inscriptions théologiques ont subsisté du règne de Vahram II,. Selon la première partie de la Chronique de Séert, Vahram II « connaissait un peu la doctrine des chrétiens car ayant été élevé en Susiane, il avait appris un peu de syriaque. Mais il reprochait aux métropolites et aux évêques de se priver du mariage ». Il reprochait également aux manichéens de mépriser le mariage et la procréation des enfants. Vahram II met en œuvre une persécution contre les adeptes des deux doctrines ; toutefois, après avoir fait mettre à mort vers 286-287 Sisinnios, le second successeur de Mani, il restaure la paix vis-à-vis des chrétiens d'abord puis des manichéens par un édit de 291.

### Guerre avec Rome
En 279, lorsque son frère Hormizd de Perse, vice-roi des provinces du Sistan et de la Sogdiane, se révolte contre Vahram II, il bénéficie de l'appui du roi Vasudeva II des Kouchans et des Alains d'au-delà du Caucase.
Pendant le règne de Vahram II, l'empereur romain Carus attaque les Perses et atteint Ctésiphon; « profitant des luttes intestines qui accaparaient les Perses », il continue plus loin encore, mais meurt de maladie ou foudroyé en juillet ou août 283. Les Romains ont pu pénétrer aussi loin dans le territoire perse car Vahram était engagé dans une guerre civile contre son frère Hormizd de Perse et il devait faire face à Vasudeva II, roi des Kouchans allié aux Sarmates. Après la mort mystérieuse de Carus, les troupes romaines se retirent et Vahram II peut vaincre la rébellion. Rome impose néanmoins une paix qui lui donne satisfaction sur les deux principaux litiges entre les deux empires : le contrôle de la Mésopotamie septentrionale avec Nisibe et le protectorat de l'Arménie occidentale, où Tiridate III d'Arménie est rétabli.

## Union et postérité
Vahram II avait épousé une « Romaine » nommée Qandhirâ qu'il fait disparaître quand il constate qu'elle est chrétienne. Il a eu deux autres épouses, Shapour-Dukhtak (sans doute sa sœur) et Izad Anahita, et deux fils :
- Vahram III, prince héritier en 283 après la victoire de son père sur le prince Hormizd de Perse.
- (?)  Hormizd [II] Kushanshah (v. 295-300).